# Coupeville
Coupeville és una població dels Estats Units i seu del comtat d'Island a l'estat de Washington. Segons el cens del 2000 tenia 1.723 habitants.

## Demografia
Segons el cens del 2000, Coupeville tenia 1.723 habitants, 737 habitatges, i 426 famílies. La densitat de població era de 519,7 habitants per km².
Dels 737 habitatges en un 25,5% hi vivien nens de menys de 18 anys, en un 46% hi vivien parelles casades, en un 9,1% dones solteres, i en un 42,1% no eren unitats familiars. En el 36,9% dels habitatges hi vivien persones soles el 19,4% de les quals corresponia a persones de 65 anys o més que vivien soles. El nombre mitjà de persones vivint en cada habitatge era de 2,16 i el nombre mitjà de persones que vivien en cada família era de 2,81.
Per edats la població es repartia de la següent manera: un 21,1% tenia menys de 18 anys, un 6% entre 18 i 24, un 25% entre 25 i 44, un 22,7% de 45 a 60 i un 25,2% 65 anys o més.
L'edat mediana era de 43 anys. Per cada 100 dones de 18 o més anys hi havia 81,2 homes.
La renda mediana per habitatge era de 33.938 $ i la renda mediana per família de 47.721 $. Els homes tenien una renda mediana de 33.235 $ mentre que les dones 27.100 $. La renda per capita de la població era de 18.720 $. Aproximadament el 8,9% de les famílies i l'11,4% de la població estaven per davall del llindar de pobresa.

## Poblacions més properes
El següent diagrama mostra les poblacions més properes.